# Waipiʻo Peninsula Soccer Stadium
Le Waipiʻo Peninsula Soccer Stadium est un stade de soccer américain situé dans la ville de Waipahu, sur l'île d'Oahu à Hawaï.
Le stade, doté de 4 500 places et inauguré en 2000, appartient à l'Université d'Hawaï à Mānoa et sert d'enceinte à domicile pour l'équipe féminine universitaire de soccer des Rainbow Warriors d'Hawaï, ainsi pour des équipes locales.

## Histoire
Situé dans le Waipiʻo Soccer Complex, le stade ouvre ses portes en 2000.

## Équipements
En plus du terrain de jeu, le WPSS dispose également de deux vestiaires principaux, de deux salles de formation, de cabines de concession et de bureaux administratifs.